# Seve Ballesteros
Severiano "Seve" Ballesteros Sota, född 9 april 1957 i Pedreña, Kantabrien, död 7 maj 2011 i Pedreña, Kantabrien, var en spansk golfare som var en av sportens största spelare under 1980- och 1990-talen.

## Biografi
Seve Ballesteros lärde sig spela golf på stränderna vid hemmet, och använde främst en järntrea han fick av en av sina äldre bröder. Alla bröderna var professionella golfspelare, precis som hans farbror.
1976 fick han sitt genombrott med en andra plats i The Open Championship, dessutom toppade han Europatourens pengaliga det året, vilket han upprepade de två följande åren. Totalt vann han pengaligan sex gånger, rekord på den tiden, ett rekord som senare slogs av Colin Montgomerie.
Ballesteros vann fem majors. Hans seger i The Masters Tournament var den första europeiska segern på Augusta National Golf Club.
Han var dessutom en duktig matchspelare, och han vann World Match Play Championship fem gånger, och var med i det europeiska Ryder Cup-laget under största delen av 1980- och 1990-talen, och fick ihop 20 av 37 poäng mot USA. Hans samarbete med en annan spansk golfare, José María Olazábal, har varit det mest framgångsrika i tävlingens historia, i och med 11 segrar och två delade matcher av totalt 15 matcher. Medan Ballesteros var med i de segrande lagen 1987, 1989 och 1995, var hans största framgång segern 1997, då han var kapten för det europeiska laget. Tävlingen spelades på Valderrama Golf Club i Sotogrande i Spanien. Det var första gången någonsin tävlingen hölls utanför de brittiska öarna.
År 2000 skapade han "The Seve Trophy", en Ryder Cup-liknande tävling, där ett lag med spelare från Storbritannien och Irland möter ett från övriga Europa.
2008 drabbades han av en hjärntumör och tvingades till flera operationer. I sviterna efter detta avled han 7 maj 2011 i sitt hem.

## Meriter

### Majorsegrar
- 1979 The Open Championship
- 1980 The Masters Tournament
- 1983 The Masters Tournament
- 1984 The Open Championship
- 1988 The Open Championship

### Segrar på PGA European Tour
- 1976 Dutch Open, Lancome Trophy
- 1977 Open de France, Uniroyal International Championship, Swiss Open
- 1978 Martini International, Braun German Open, Scandinavian Enterprise Open, Swiss Open
- 1979 Lada English Golf Classic
- 1980 Madrid Open, Martini International, Dutch Open
- 1981 Scandinavian Enterprise Open, Benson and Hedges Spanish Open
- 1982 Cespa Madrid Open, Paco Rabanne Open de France
- 1983 Sun Alliance PGA Championship, Carroll's Irish Open, Lancome Trophy
- 1985 Carroll's Irish Open Peugeot Open de France, Sanyo Open, Benson and Hedges Spanish Open
- 1986 Dunhill British Masters, Carroll's Irish Open, Johnnie Walker Monte Carlo Open, Peugeot Open de France, KLM Dutch Open, Lancome Trophy
- 1987 Suze Open
- 1988 Mallorca Open de Balleares, Scandinavian Enterprise Open, German Open, Lancome Trophy
- 1989 Cepsa Madrid Open, Epson Grand Prix of Europe Matchplay Championship, Ebel European Masters Swiss Open
- 1990 Open Renault de Baleares
- 1991 Dunhill British Masters, Volvo PGA Championship
- 1992 Dubai Desert Classic, Turespana Open de Baleares
- 1994 Benson and Hedges International Open, Mercedes German Masters
- 1995 Peugeot Spanish Open

### Övriga segrar
- 1974 Spanish National Championship för spelare under 25 år, Open de Vizcaya
- 1975 Spanish National Championship för spelare under 25 år
- 1976 Memorial Donald Swaelens, Cataluña Championship, Tenerife Championship, World Cup of Golf (med Manuel Pinero)
- 1977 Japanese Open, Dunlop Phoenix (Japan), Otago Classic (New Zealand), Braun International Golf, World Cup of Golf (med Antonio Garrido)
- 1978 Greater Greensboro Open (PGA Tour), Japanese Open, Kenya Open, Spanish National Championship för spelare under 25 år
- 1979 Open el Prat
- 1981 Australian PGA Championship, Suntory World Match Play Championship, Dunlop Phoenix (Japan)
- 1982 Masters de San Remo (Italien), Suntory World Match Play Championship
- 1983 Westchester Classic (PGA Tour), Million Dollar Challenge (Sydafrika)
- 1984 Suntory World Match Play Championship (England), Million Dollar Challenge (Sydafrika)
- 1985 Spanish Championship for Professionals, Suntory World Match Play Championship (England), USF&G Classic (USA), Campeonato de España-Codorniu
- 1987 APG Larios, Campeonato de España Para Professionales
- 1988 Westchester Classic (USA), Visa Taiheiyo Masters (Japan), APG Larios
- 1991 Chunichi Crowns Open (Japan), Toyota World Match Play Championship (England)
- 1992 Copa Quinto Lentenario per Equipos, Fifth Centenary Cup (lag)
- 1995 Tournoi Perrier (lag, tillsammans med José-Maria Olazabal)

### Lagtävlingar
- Ryder Cup: 1979, 1983, 1985 (segrare), 1987 (segrare), 1989 (delad seger), 1991, 1993, 1995 (segrare), 1997 (segrare - icke spelande kapten)
- Alfred Dunhill Cup: 1985, 1986, 1988
- World Cup of Golf: 1975, 1976 (segrare tillsammans med Manuel Pinero), 1977 (segrare med Antonio Garrido), 1991
- Hennessy Cognac Cup: 1976, 1978, 1980
- Double Diamond: 1975, 1976, 1977
- The Seve Trophy: 2000 (spelande kapten - segrare), 2002 (spelande kapten), 2003 (spelande kapten)